# Australasiens International Lawn Tennis Challenge-lag
Australasiens Davis Cup-lag representerade Australasien i tennisturneringen Davis Cup, då International Lawn Tennis Challenge. Australasien debuterade i sammanhanget 1905 och fram till 1914. Laget delades 1919 upp i Australien och Nya Zeeland.